# کلمبوس (اوهایو)
کلمبوس مرکز ایالت اوهایو آمریکا و بزرگ‌ترین شهر این ایالت است. کلمبوس با جمعیت ۸۷۹٬۱۷۰ نفر در سرشماری سال ۲۰۱۷ چهاردهمین شهر پرجمعیت در ایالات متحده است و یکی از سریعترین شهرهای بزرگ در حال رشد در کشور محسوب می‌شود. این باعث می‌شود کلمبوس سومین پایتخت ایالتی پرجمعیت در ایالات متحده (پس از فینیکس، آریزونا و آستین تگزاس) و دومین شهر پرجمعیت در غرب میانه (پس از شیکاگو ، ایلینوی) است. این شهر هسته اصلی منطقه کلان‌شهری کلمبوس، اوهایو بشمار می‌رود که به ۱۰ ناحیه تقسیم می‌شود که با جمعیت ۲٬۰۷۸٬۷۲۵ نفر دومین منطقه بزرگ شهری اوهایو است.

## تاریخچه
این شهر که در سال ۱۸۱۲ میلادی در ریزشگاه دو رود سایوتو (Scioto) و آلنتنجی (Olentangy) بنیاد شد و در ۱۸۱۶ به مرکز ایالت تبدیل شد. این شهر نام خود را از کریستف کلمب، کاشف بزرگ گرفته‌است.

## اقتصاد
این شهر اقتصادی متنوع دارد که بر پایهٔ آموزش، خدمات دولتی، صنعت بیمه، بانکداری، صنایع دفاعی، هواپیمایی، غذا، پوشاک، تدارکات، فولاد، انرژی، تحقیقات پزشکی، بهداشت و درمان، گردشگری، خرده فروشی و فناوری پایه‌ریزی شده است.

## ورزش
تیم کلمبوس کرو از این شهر است. دانشگاه ایالتی اوهایو نیز یک تیم دسته اول در فوتبال آمریکایی دارد که همواره در لیگ‌های سراسری مطرح بوده.

## پیوند به بیرون

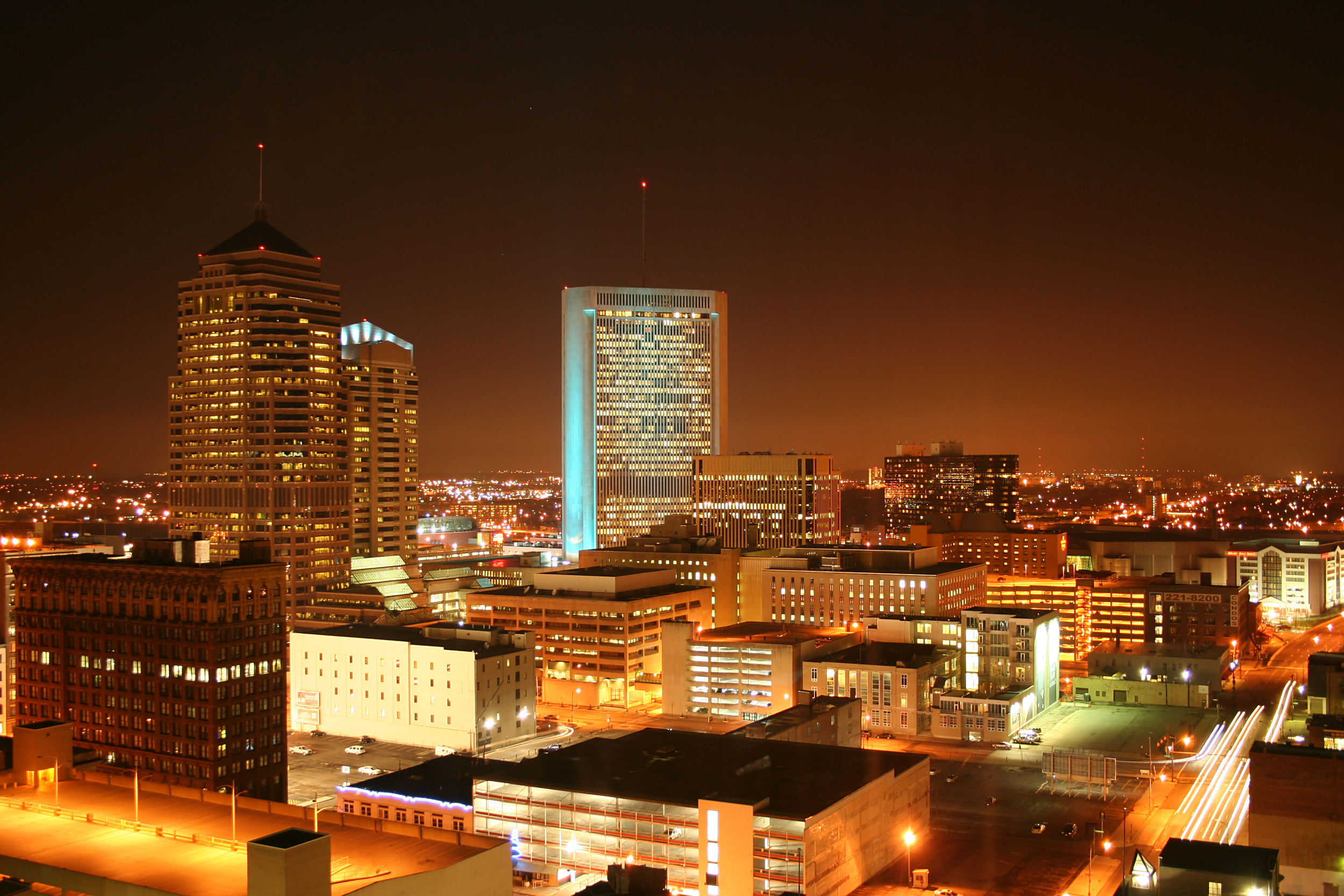
نمایی از شهر کلمبوس در این ایالت.

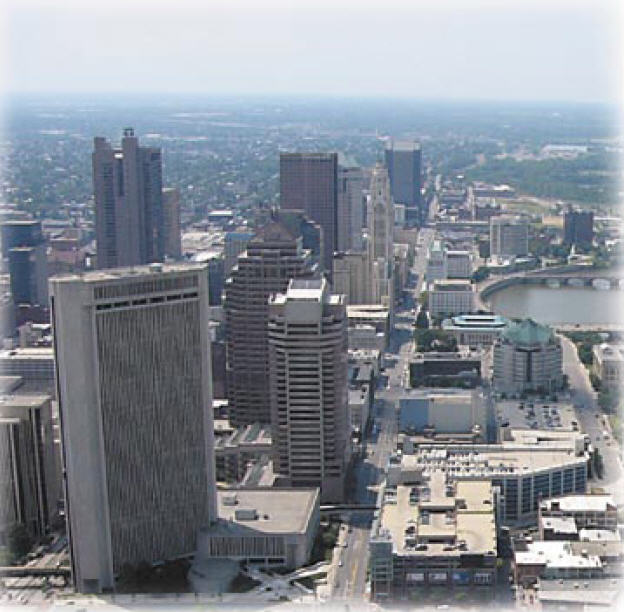
کلمبوس

## نگارخانه

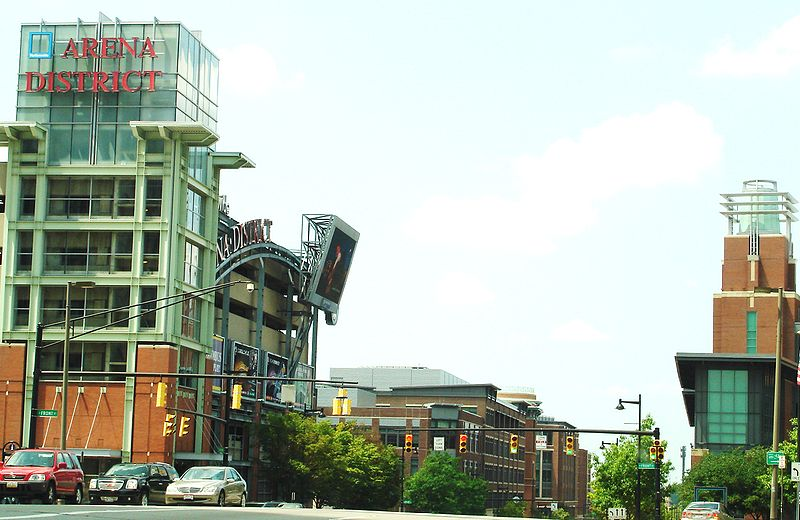
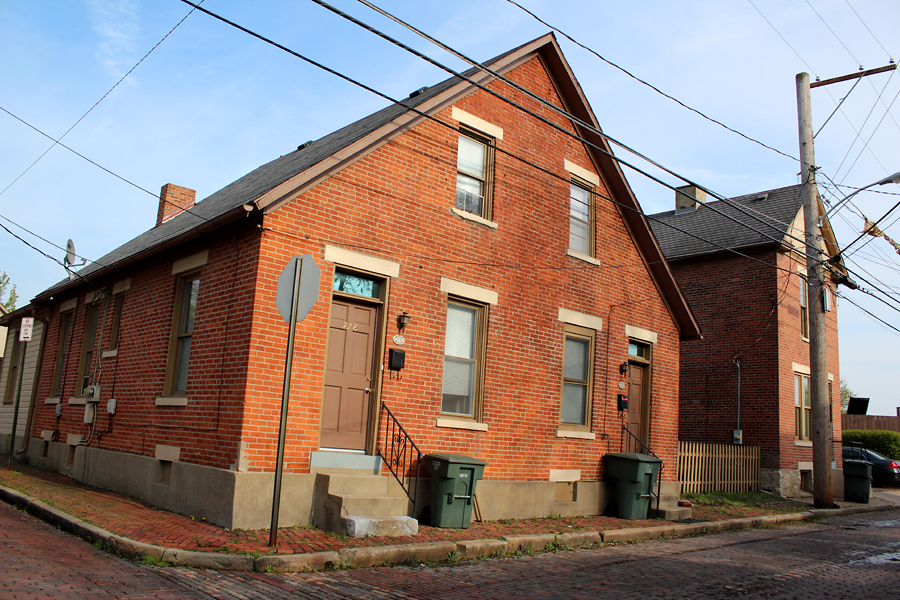
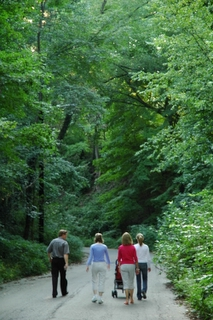
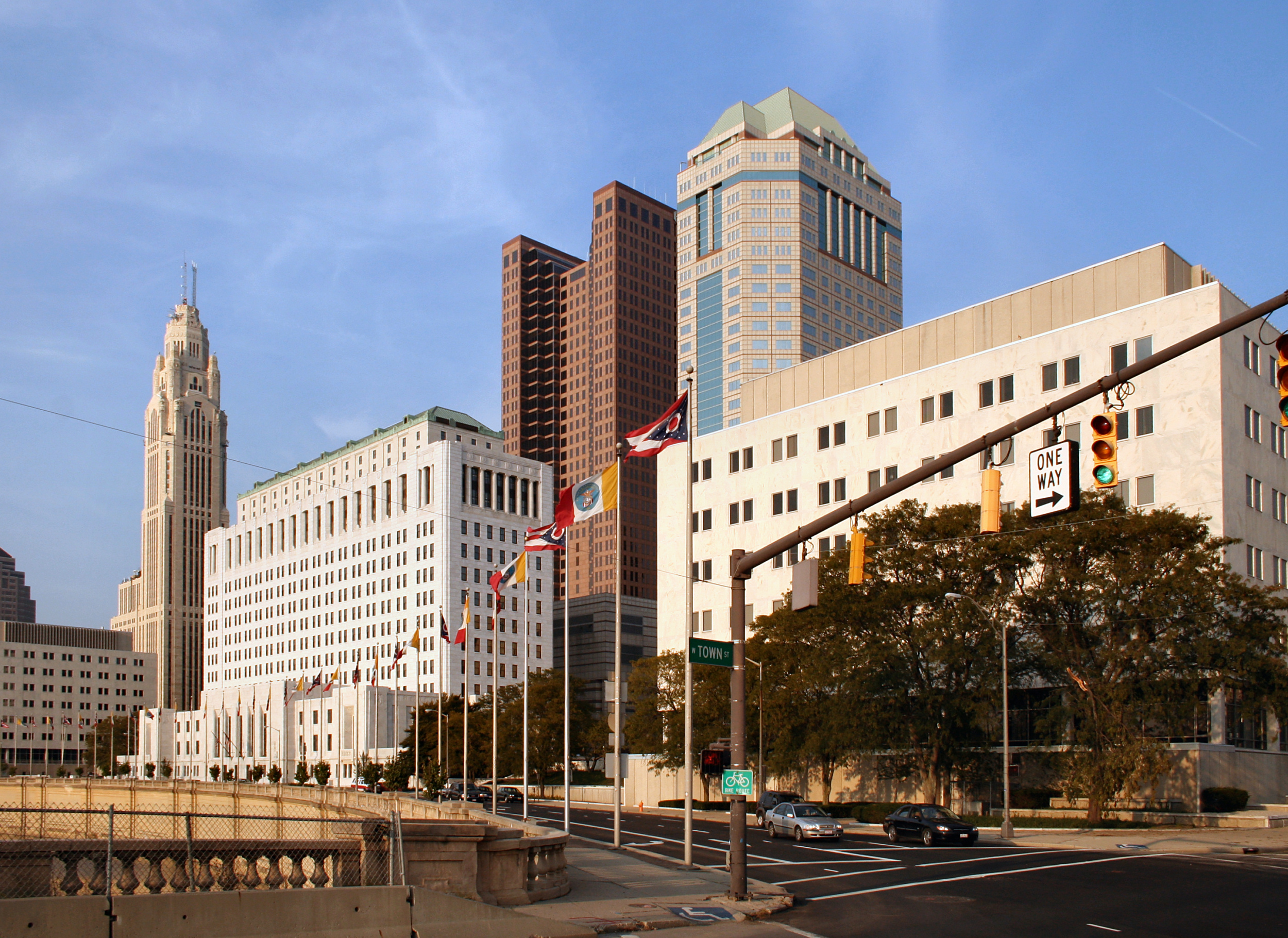
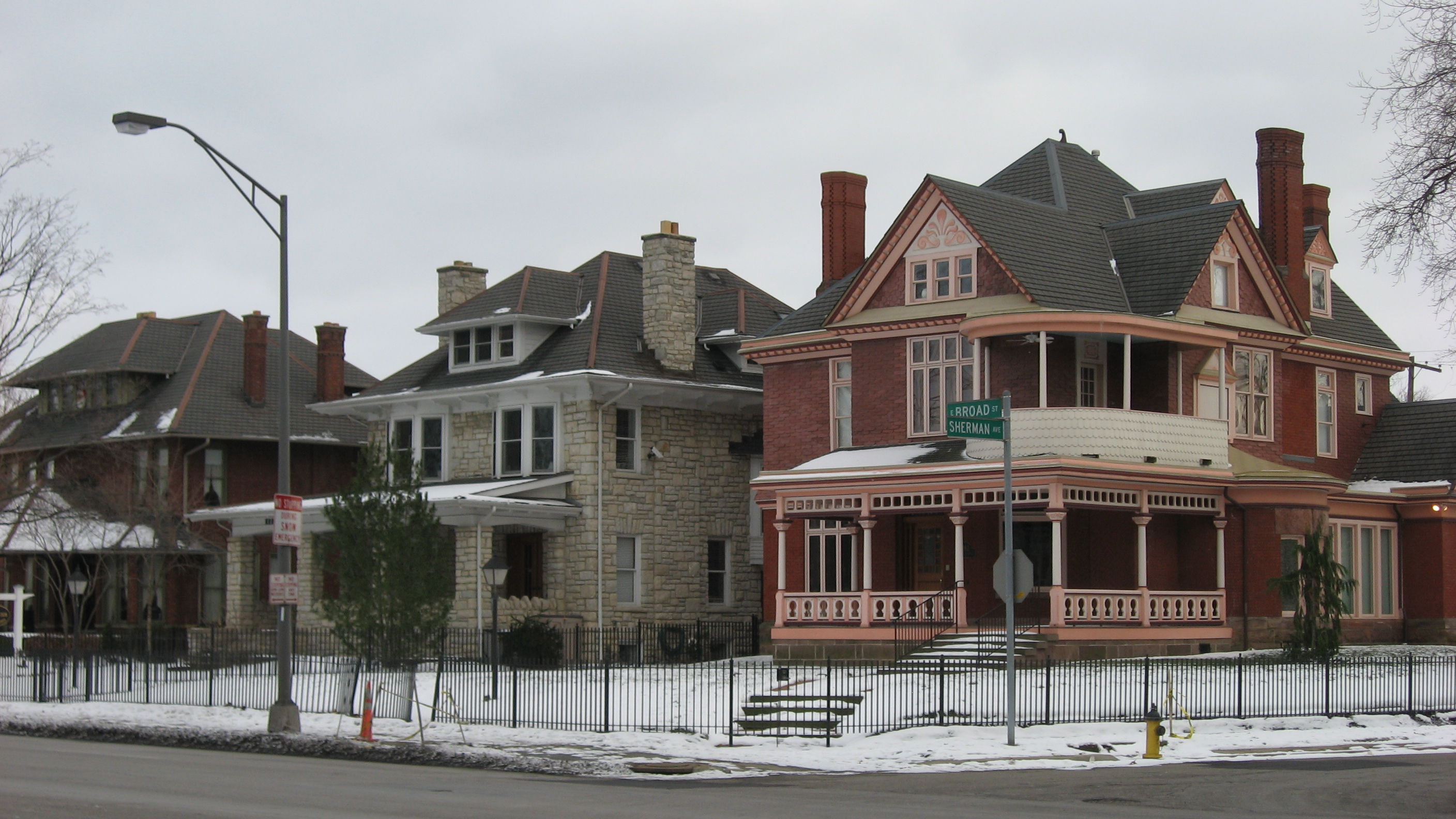
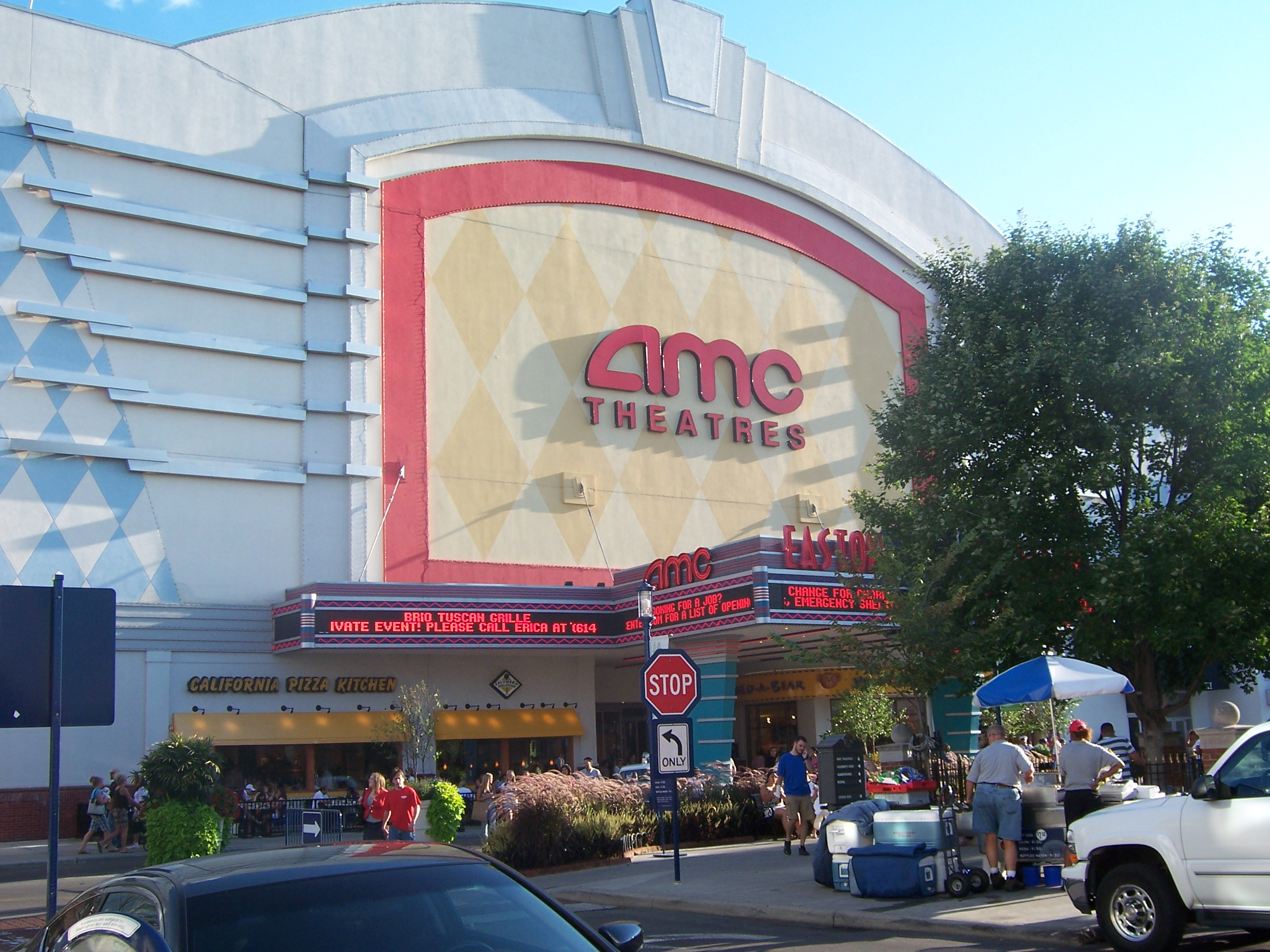
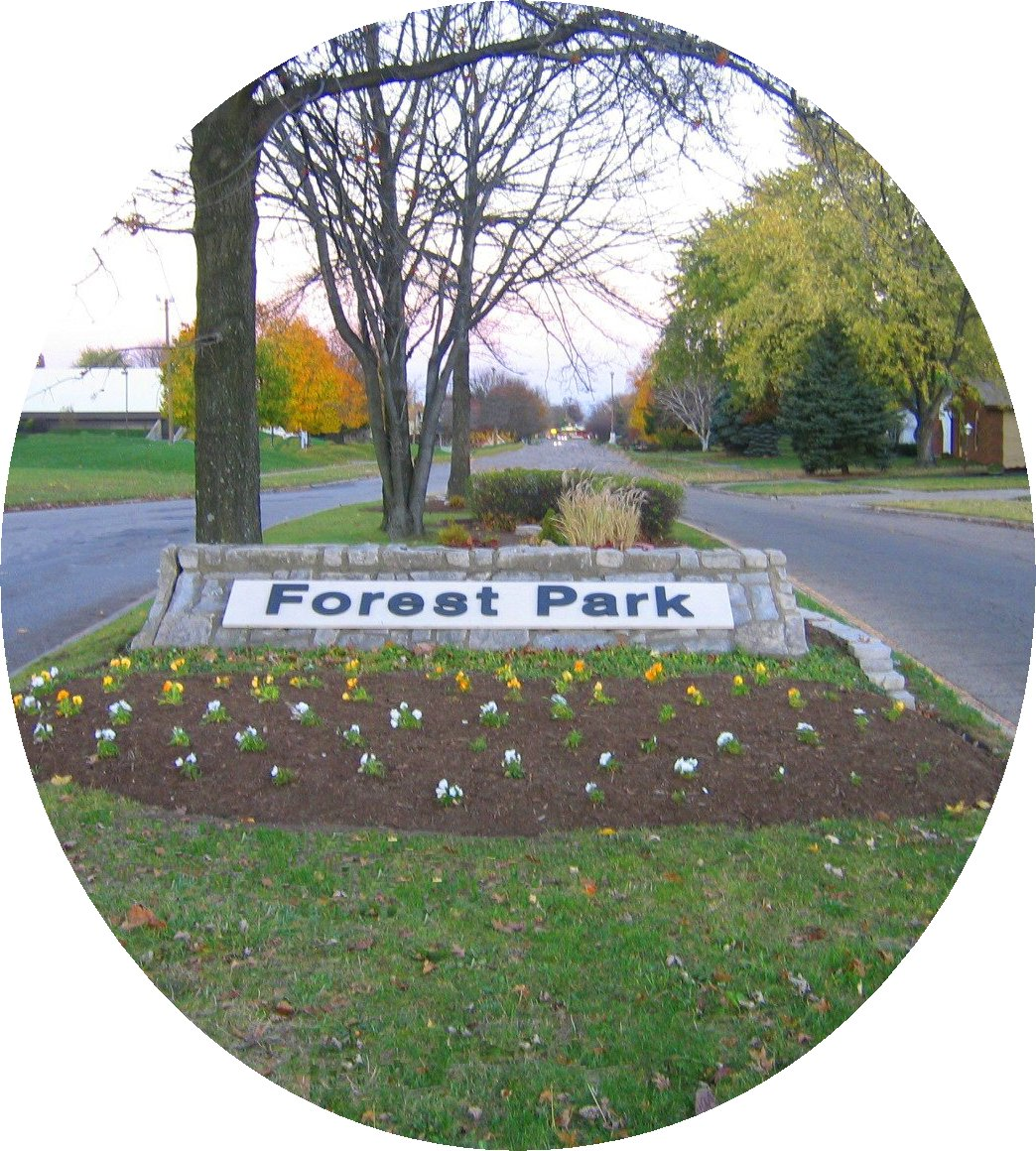
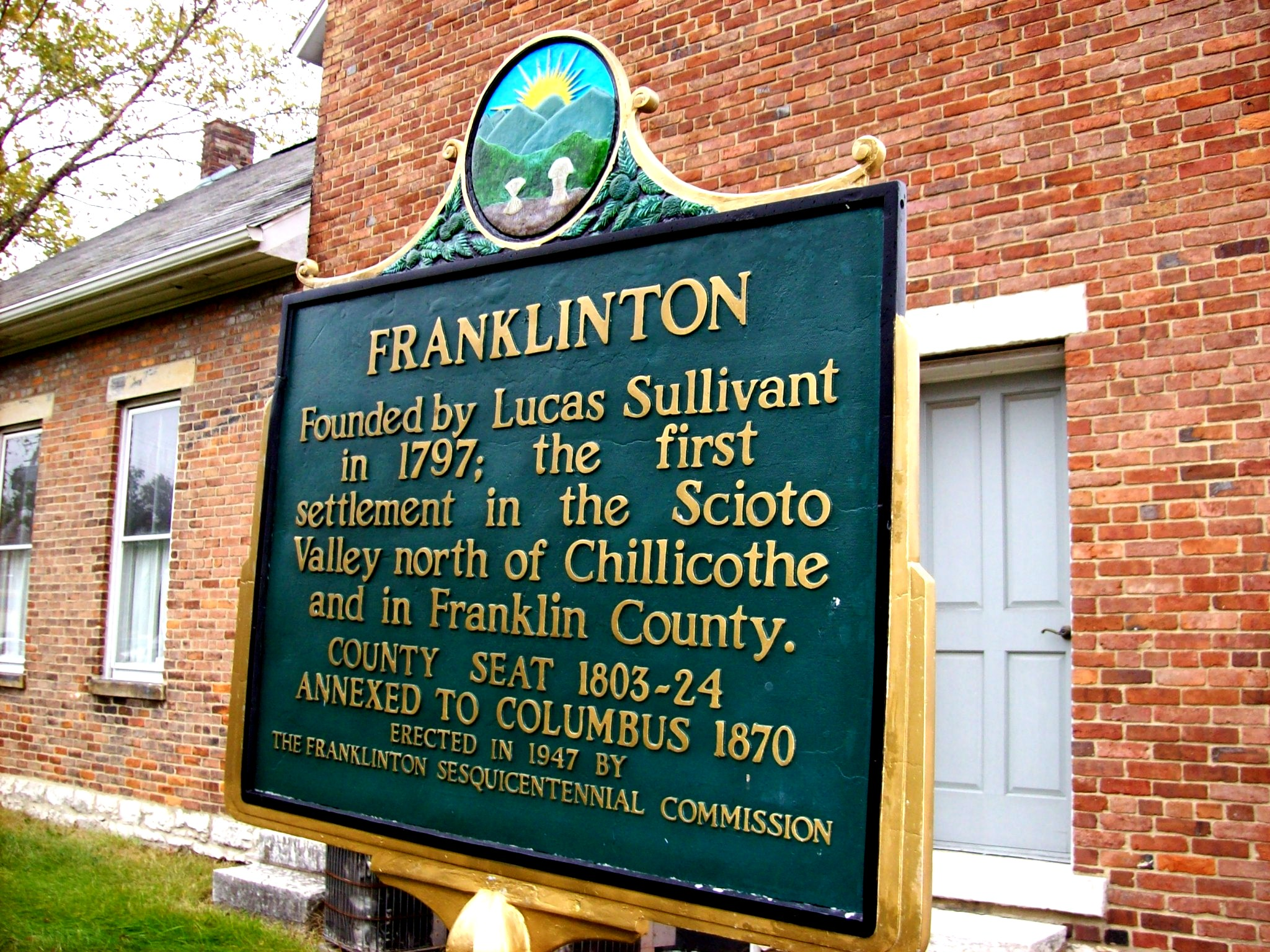
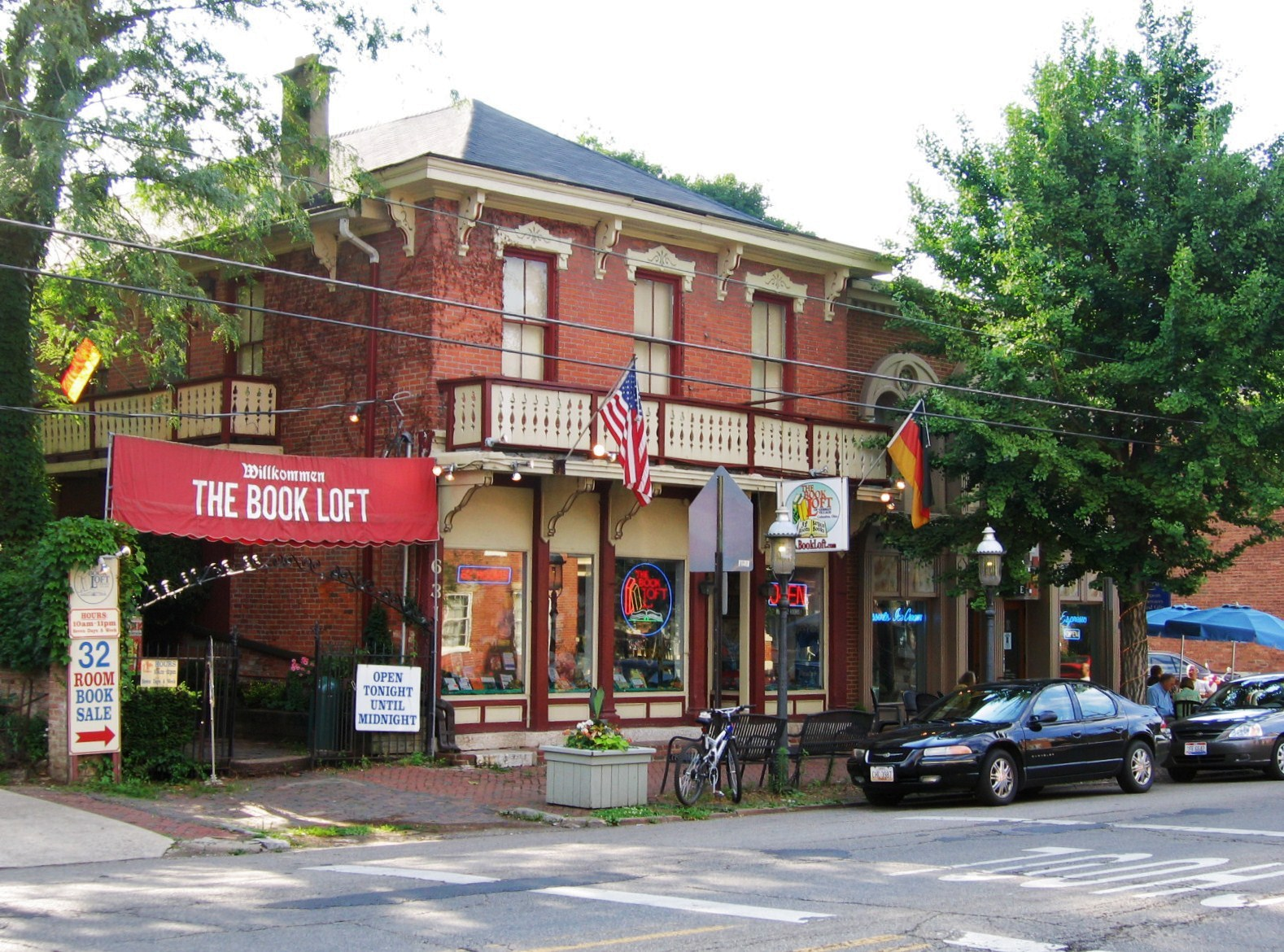
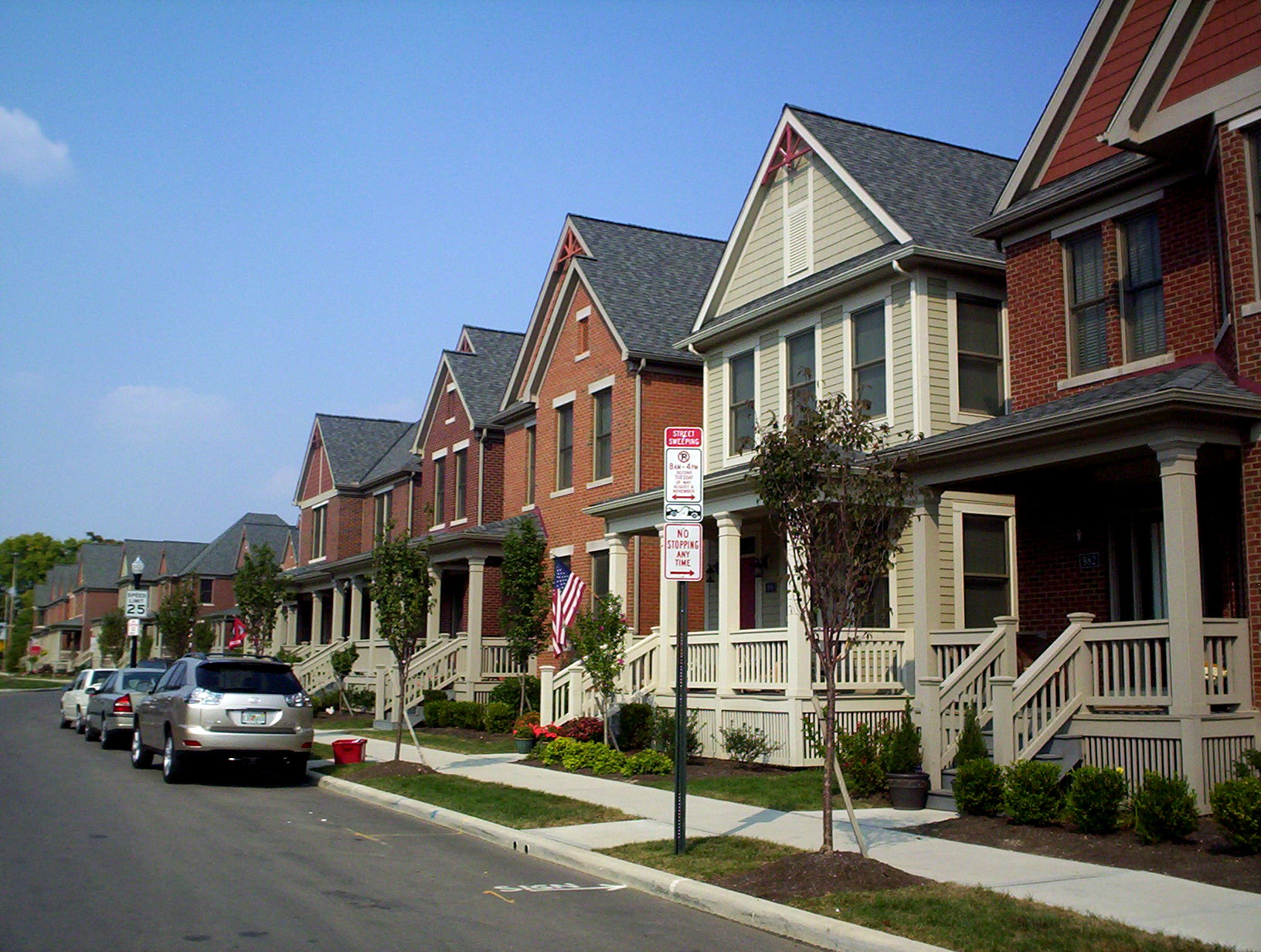
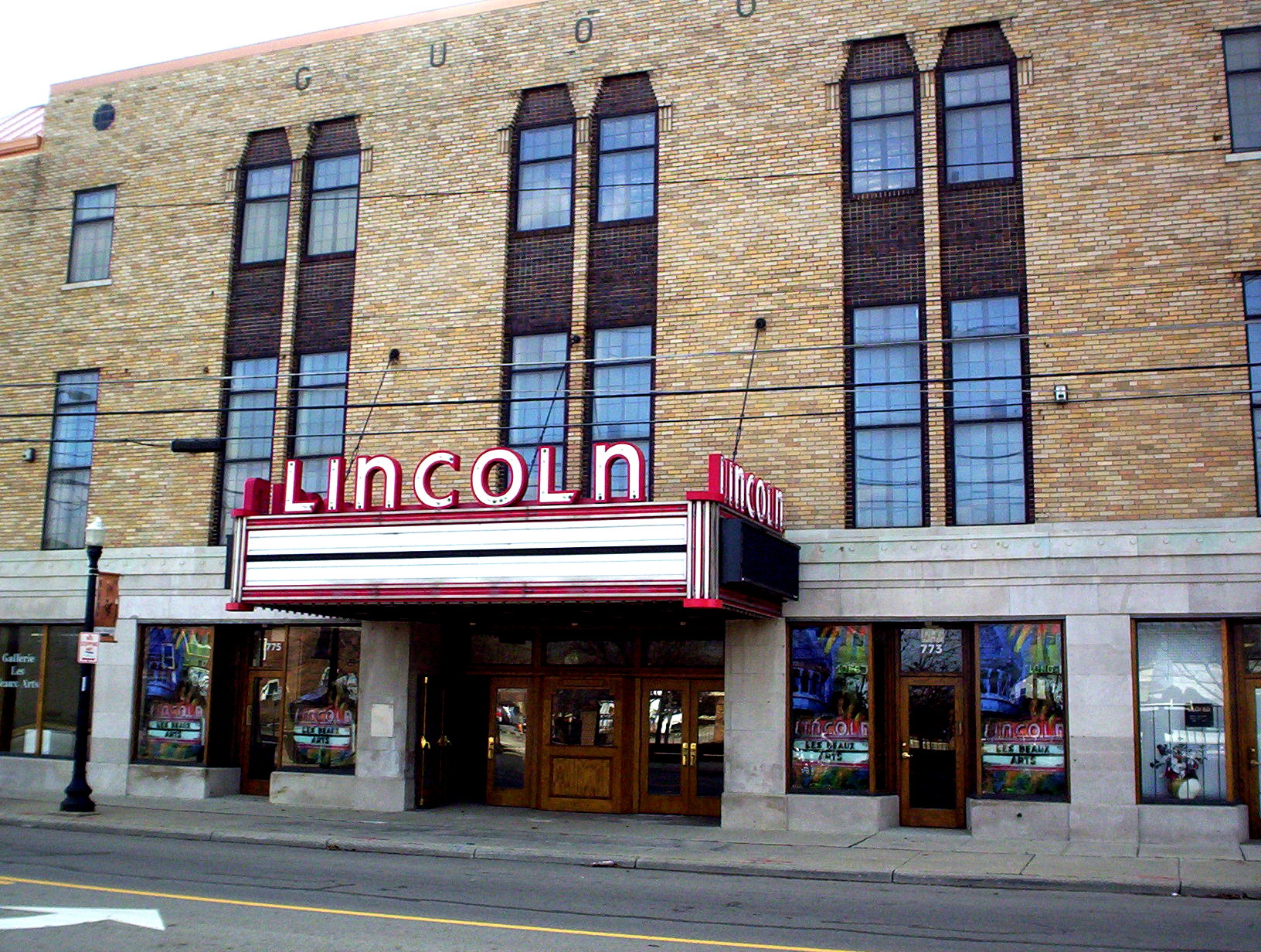
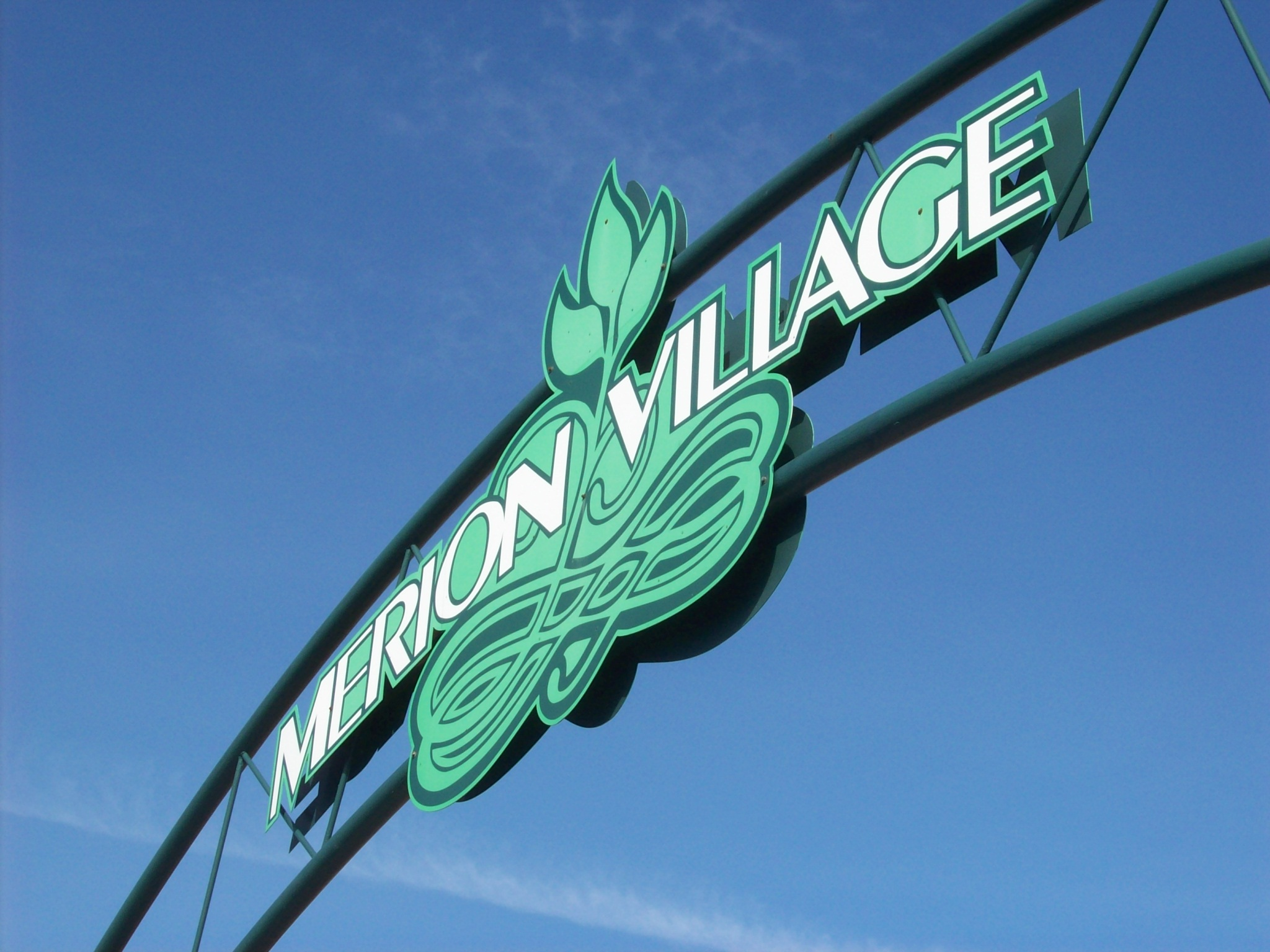
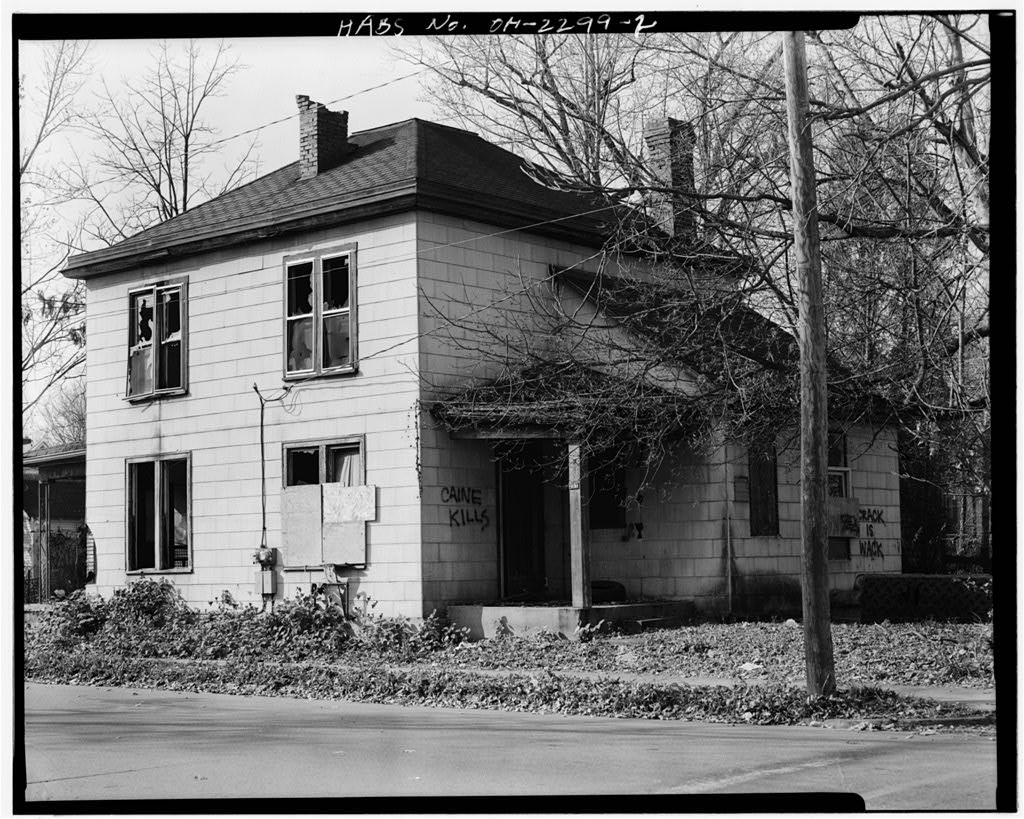
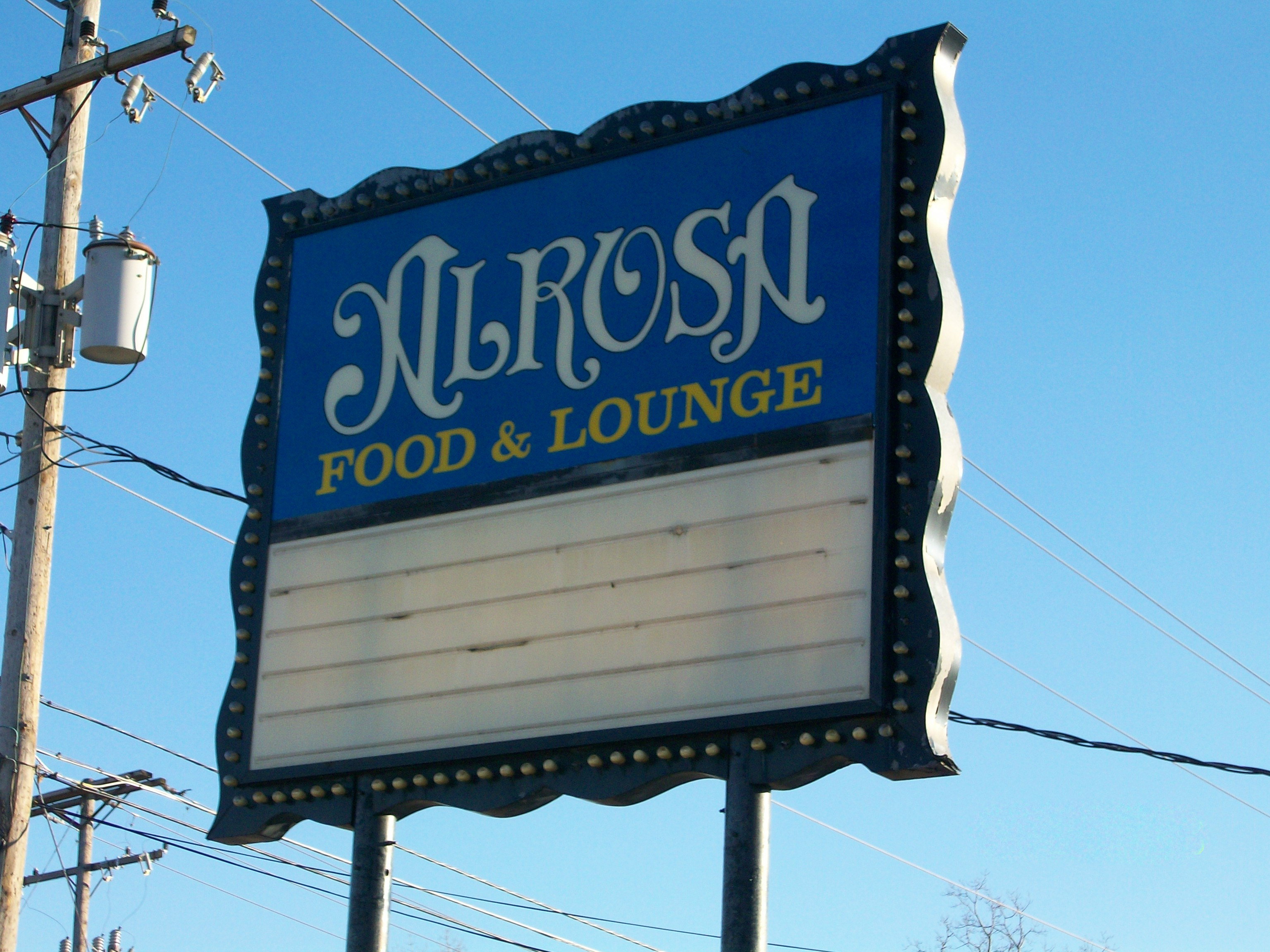
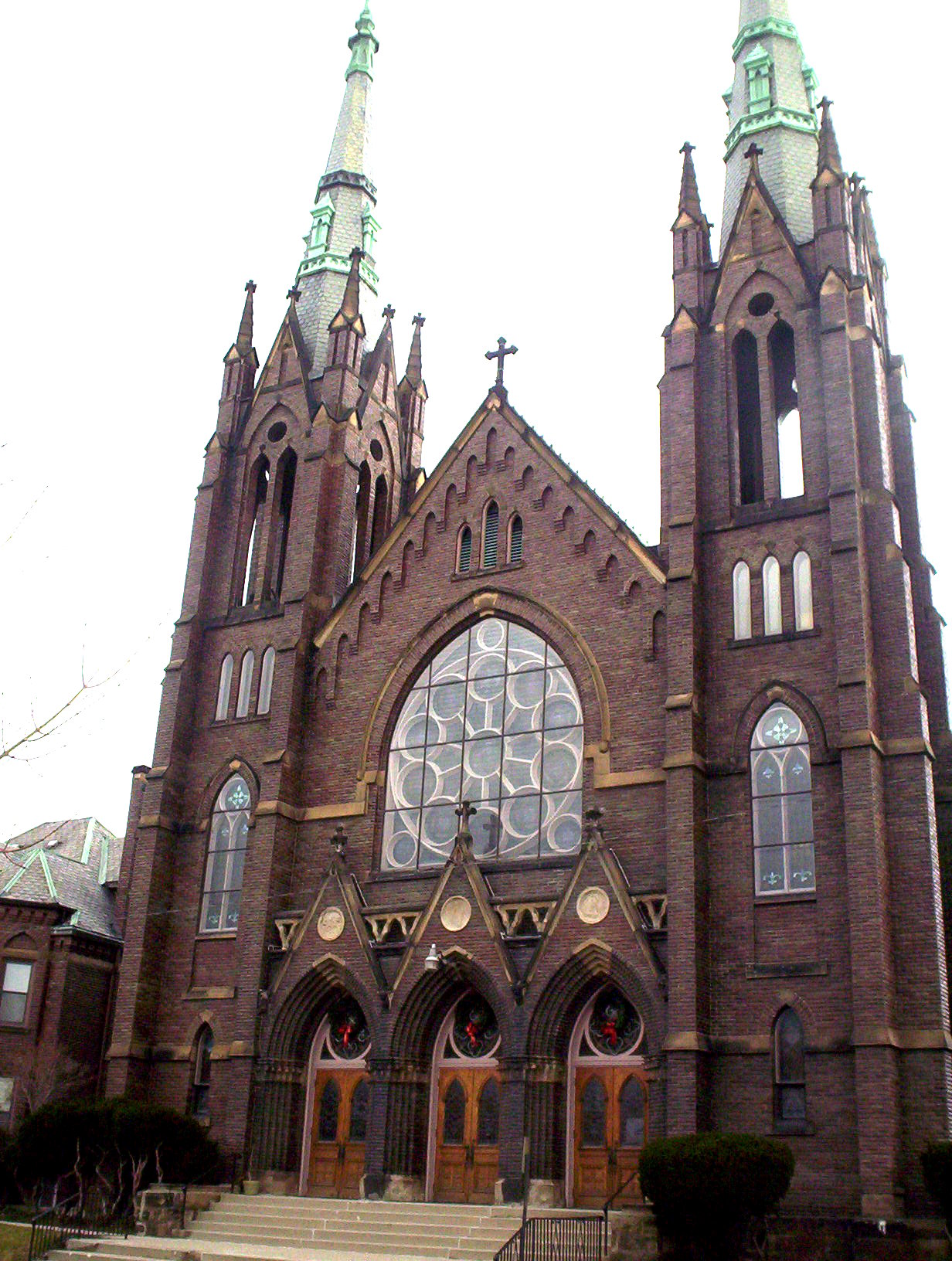
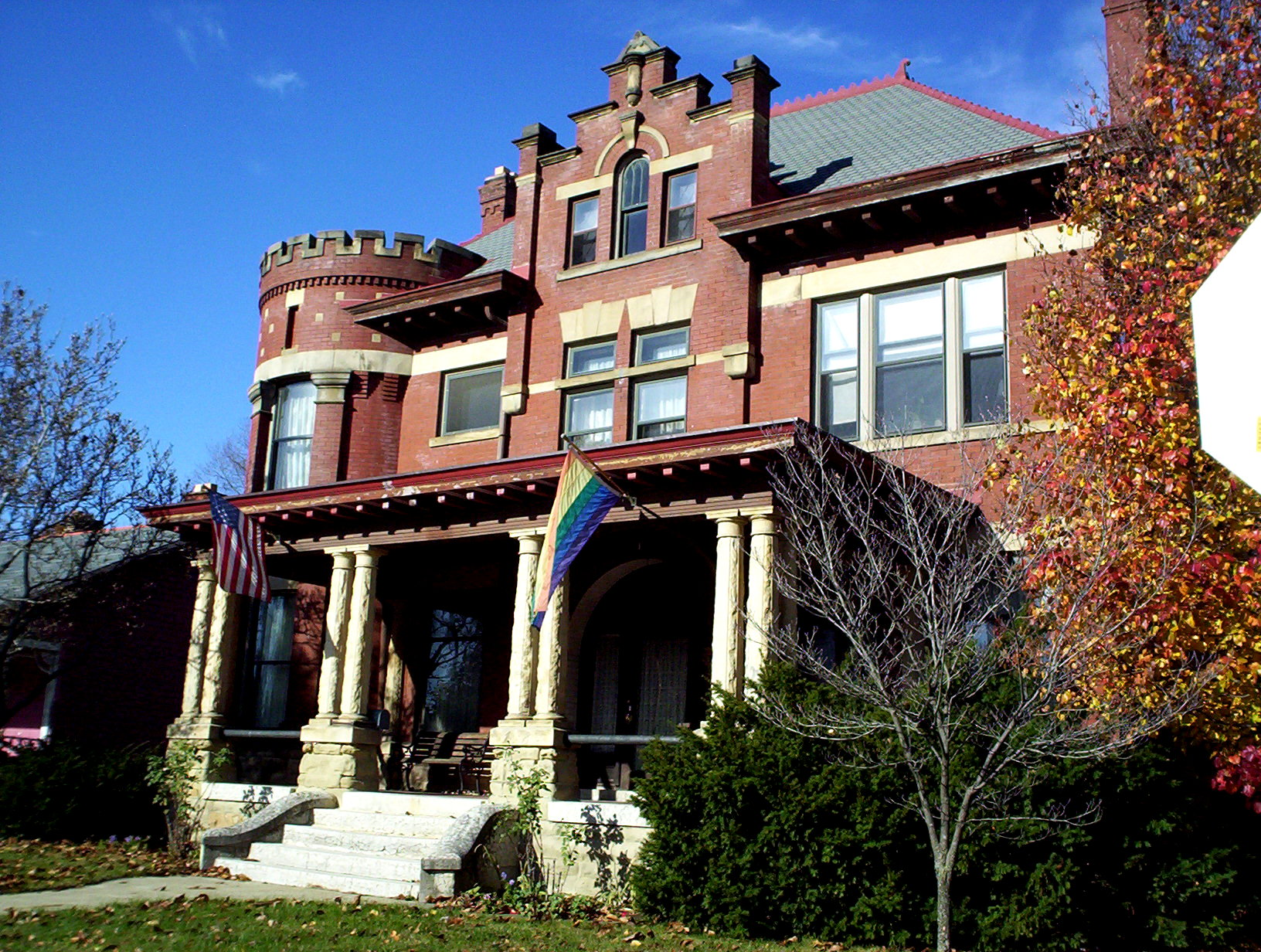
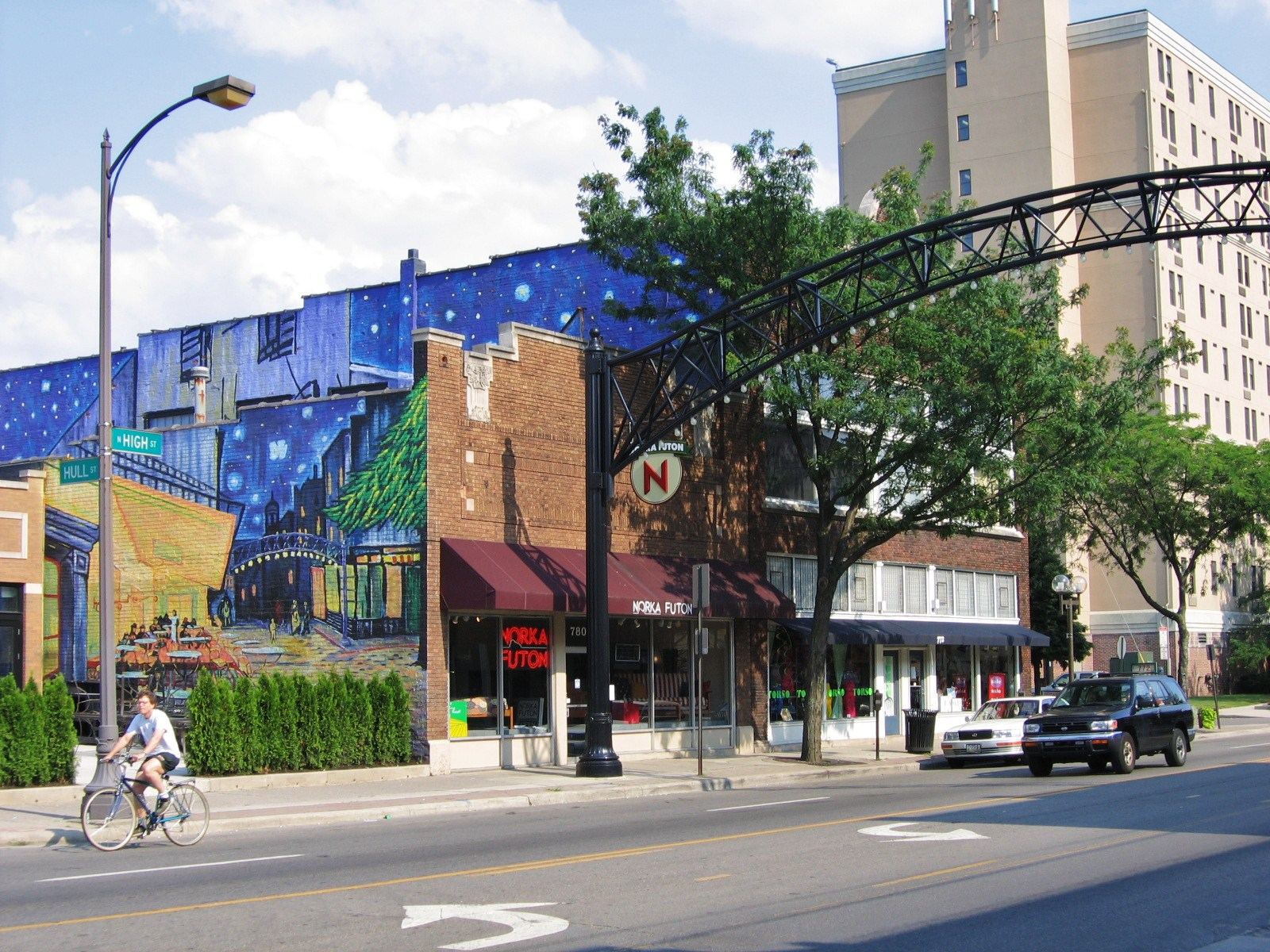
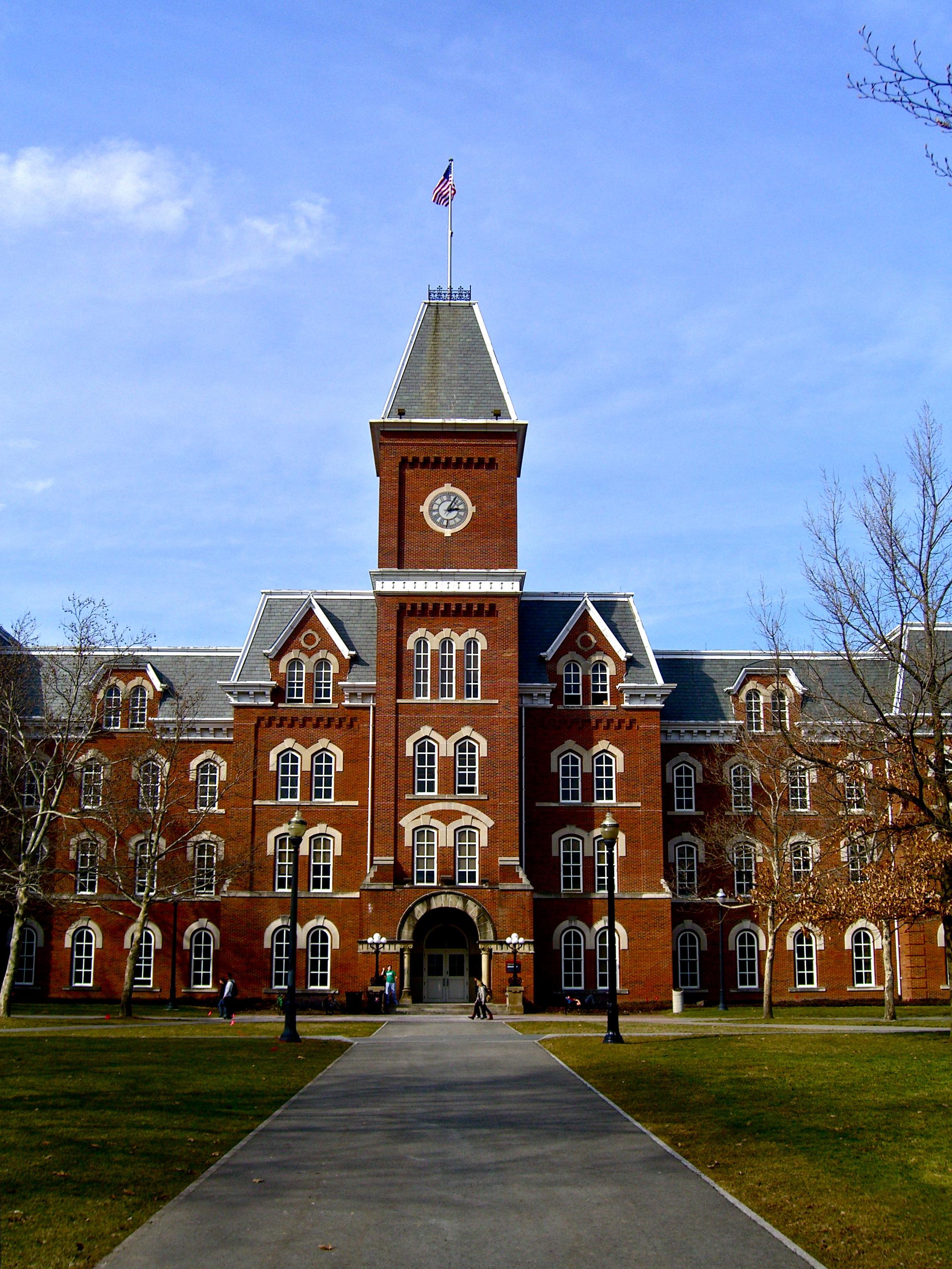
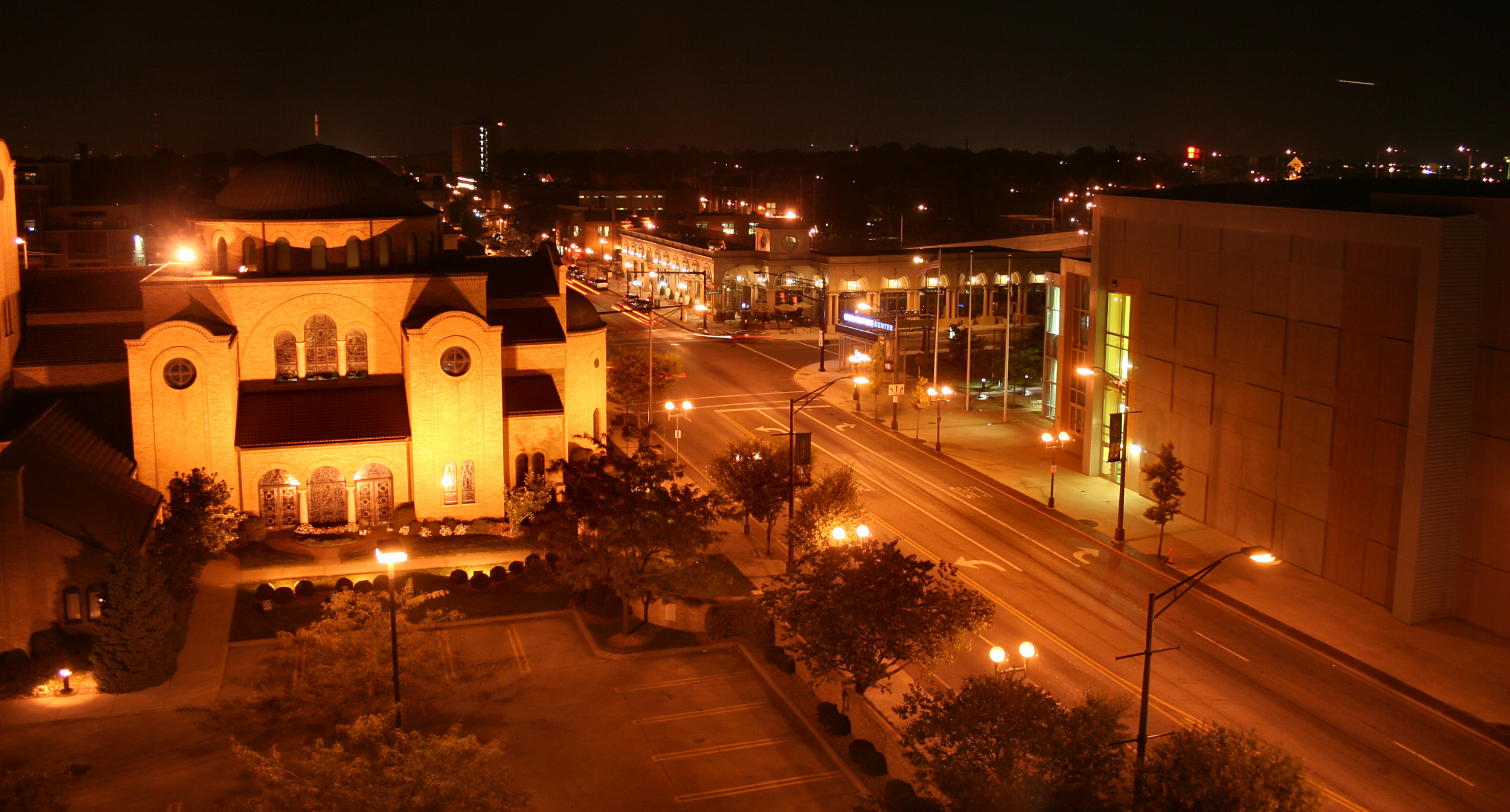
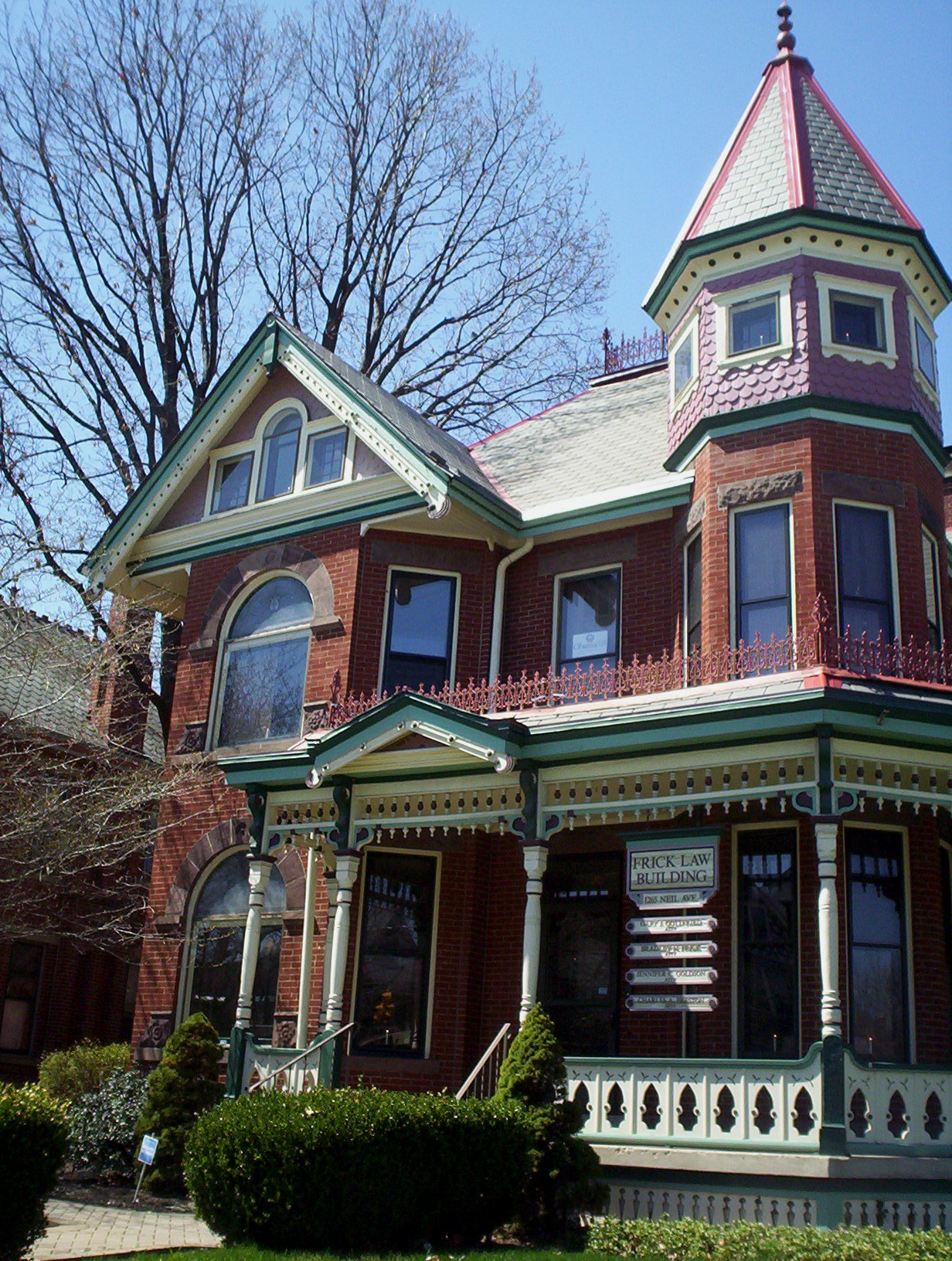

## مراکز علمی-فرهنگی
- دانشگاه ایالتی اوهایو

## مراکز گردشگری
- آکواریوم و باغ وحش کلمبوس